# Hans Kirk
Hans Rudolf Kirk (født 11. januar 1898 i Hadsund, død 16. juni 1962 i Brådebæk ved Hørsholm, dog tilhørende Birkerød sogn og i dag en del af Rudersdal Kommune) var en dansk forfatter, kommunist og medarbejder ved avisen Land og Folk.

## Liv og karriere
Hans Kirk blev født den 11. januar 1898 i Hadsund. Hans forældre var Christian Pedersen Kirk (praktiserende læge i Hadsund) og hustru Anna Johanne f. Andersen.
Kirk var lægesøn og tilbragte som barn sine ferier hos faderens fattige, indremissionske fiskerfamilie i Harboøre og moderens grundtvigske storbondefamilie i Thy. Spændingen mellem disse to miljøer belystes i debutromanen Fiskerne fra 1928, som blev godt modtaget af kritikken. Forinden var han i 1923 blevet cand. jur., men han helligede sig forfattergerningen.
Helt fra gymnasietiden i Sorø var han marxistisk inspireret, og det præger hele forfatterskabet. Fiskerne blev fulgt op med Daglejerne og De ny Tider, som skildrer overgangen fra bonde- til industrisamfund og husmændenes og daglejernes nye tilværelse som organiserede lønarbejdere. Hans Kirk tilsluttede sig Danmarks Kommunistiske Parti i 1931 og blev i 1941 arresteret af dansk politi og indsat i Horserødlejren. Herfra lykkedes det ham at flygte i 1943, og han undgik således deportation til tysk koncentrationslejr.
Efter krigen var Kirk medarbejder ved det kommunistiske dagblad Land og Folk, men skrev dog stadig bøger. I 1950 udkom Vredens søn, hvor han betragter Jesu liv i datidens sociale og politiske lys; samtidig kan romanen ses som en parallel til besættelsestiden i Danmark, hvor Kirk hudfletter både tyskerne og de danske politikere og myndigheder.
I 1953 kom erindringsbogen Skyggespil.
Blandt Kirks priser kan nævnes Det anckerske Legat (1945) og Herman Bangs Mindelegat (1960).
Hans Kirk ligger begravet på Ordrup Kirkegård.

## Udvalgte bøger
Følgende liste udgør en mindre del af Hans Kirks udgivelser:
- Fiskerne (1928)
- Daglejerne (1936)
- De ny tider (1939)
- Slaven (1948)
- Vredens søn (1950)
- Djævelens penge (1952)
- Klitgaard og sønner (1952)
- Skyggespil (1953)